# フレンチディップ
フレンチディップ（英: French dip (sandwich) 、beef dip とも）とはホットサンドイッチの一種で、薄切りのローストビーフをフレンチロール（バゲット）で挟んだもの。別の種類の肉を使うこともある。調理過程で出た肉汁をディップソースとする（ジュ）が、ビーフストックや薄めのグレイビー、ビーフコンソメが代わりに用いられることもある。肉以外には具が入らないのが基本だが、スイスチーズやタマネギを追加するバリエーションも存在する。アメリカ生まれのサンドイッチであり、名前の「フレンチ」は発祥地ではなくパンの種類を指す。カップに入れた別添えのソースにつけながら食べるのが一般的だが、最初に登場したころは異なっていたと見られる。
ロサンゼルスにあるコールズ・パシフィック・エレクトリック・ビュッフェとフィリップ・ザ・オリジナルの二店がフレンチディップ発祥の店だと主張している。フィリップスではパンを最初から肉汁につけた「ウェット (wet)」で提供しており、コールズでは肉汁が別添えになっている。どちらの店でも「ダブル・ディップト (double dipped)」で注文するとパン全体をあらかじめ肉汁に浸してくれる。また両店とも、辛味の強い自家製マスタードがフレンチディップを注文する客に愛用されてきた。
どちらの店が発祥かの論争は決着がついていない。両店とも設立は1908年だが、コールズは同年のうちにフレンチディップを売り出したと主張しており、フィリップスは店主フィリップ・マチウが1918年に作り出したとしている。
フィリップス発祥説にはいくつか異なる説が存在する。ある説では、警察官もしくは消防署員に出すためのサンドイッチを料理人もしくは給仕が肉汁の鍋に落としてしまったのが始まりである。客はそれを気に入り、すぐに人気メニューとなったという。肉汁を無駄にするのを嫌った客がサンドイッチを浸すよう注文したという説もある。また別の証言によると、サンドイッチのパンが固いと文句を言われた料理人が鍋に溜まった肉汁につけたのだという。コールズ側の証言では、気の優しい料理人ジャック・ガーリングハウスが歯茎の腫れを訴える客のために考えたという話がある。フィリップス説と同じいきさつをコールの店で起こったものとして語る証言もある。資料や具体的な証拠が不足しているため、この謎が解かれることはないかもしれない。
現在フレンチディップはファストフード店、ダイナー、一般的なチェーンレストランなど多くの飲食店チェーンで提供されている。

同じような発想で作られたサンドイッチにバロン・オブ・ビーフと呼ばれるものがある。

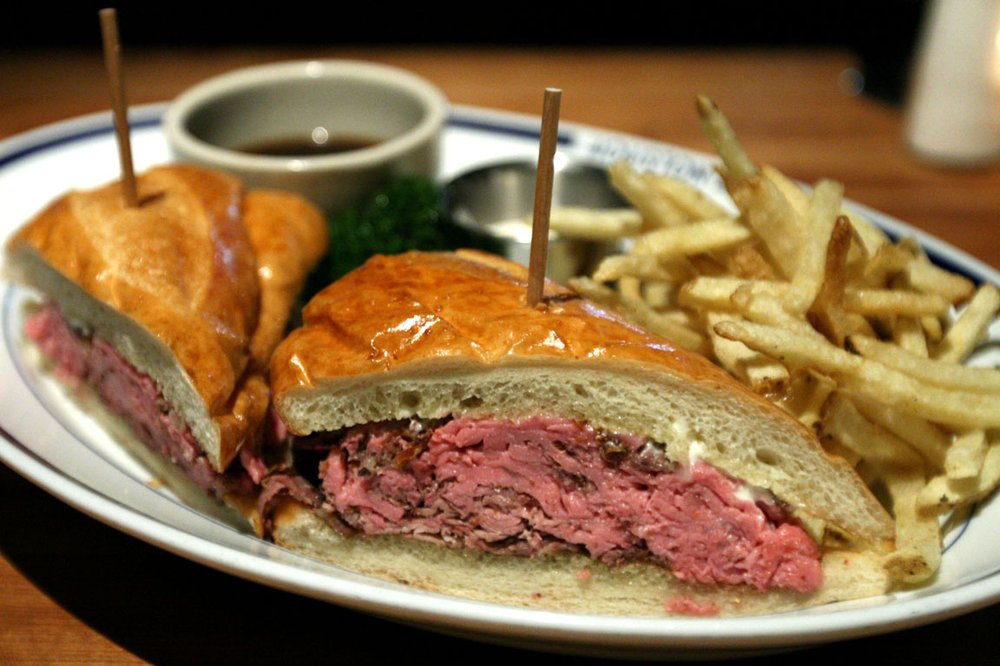
フレンチディップ。
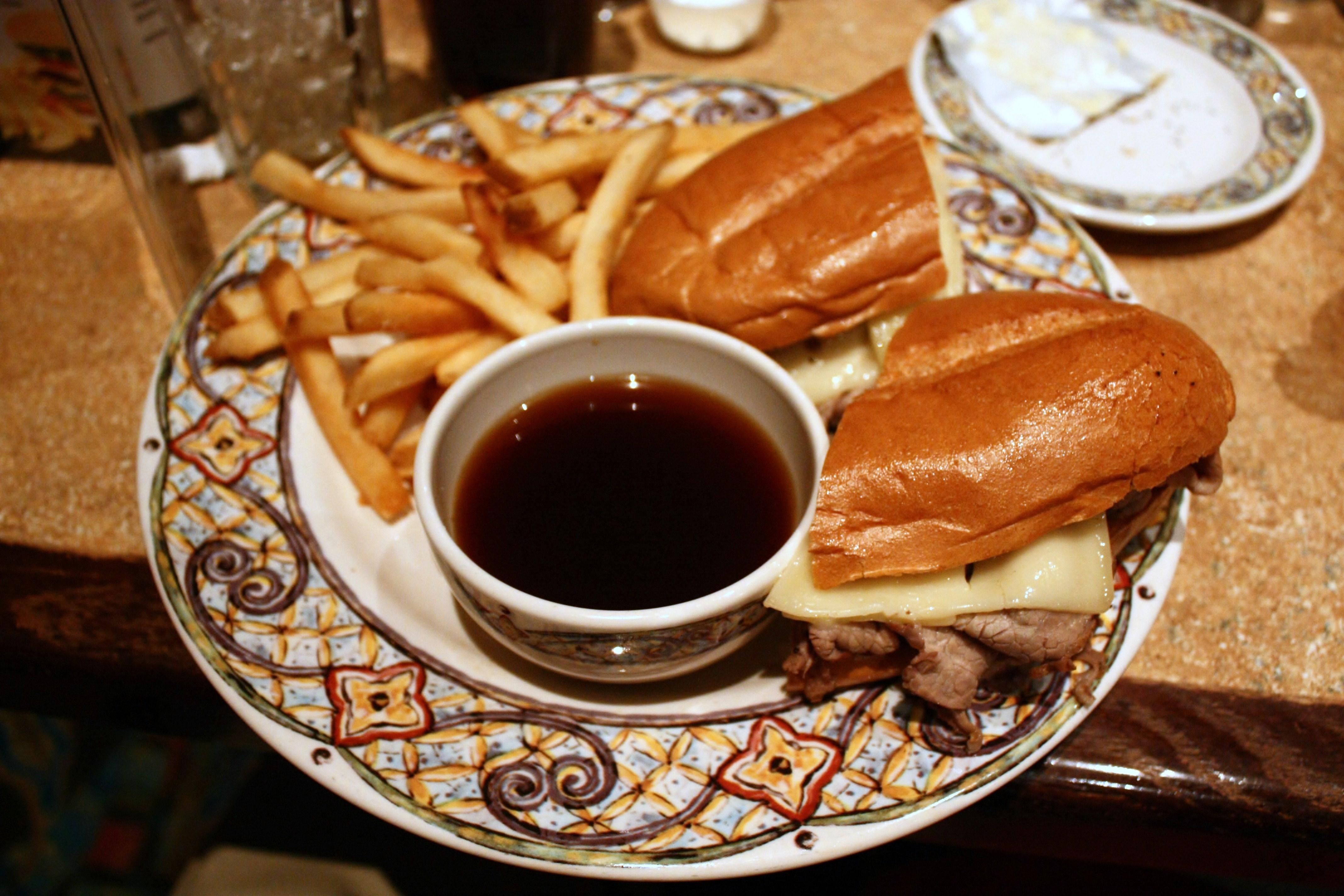
ディップ用に肉汁（オー・ジュー）のボウルが添えられている。